# 마쓰다이라 이에모토
마쓰다이라 이에모토(松平家元, 1548년 ~ 1603년 9월 19일)는 센고쿠 시대의 인물이다. 마쓰다이라 종가 8대인 미카와국 오카자키성 성주 마쓰다이라 히로타다(松平広忠)의 서자로, 도쿠가와 이에야스(德川家康)의 의붓동생이라 여겨지는 인물이다. 가공 인물이라는 설도 있다.